# Petróleumlámpa

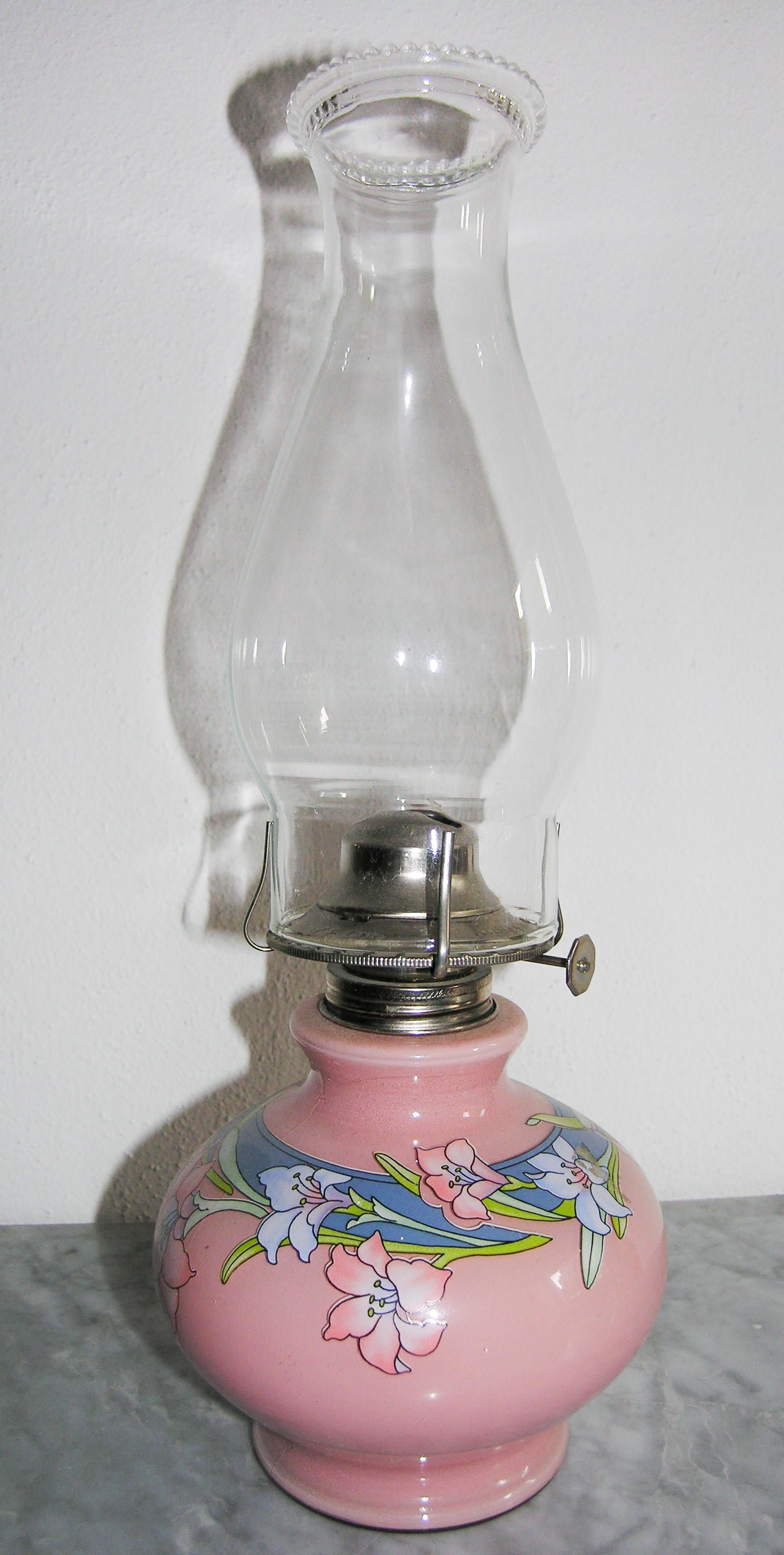
Egy lapos kanócú svájci petróleumlámpa. A jobb oldalán látható a kis forgatógomb, amellyel a lángot lehet szabályozni

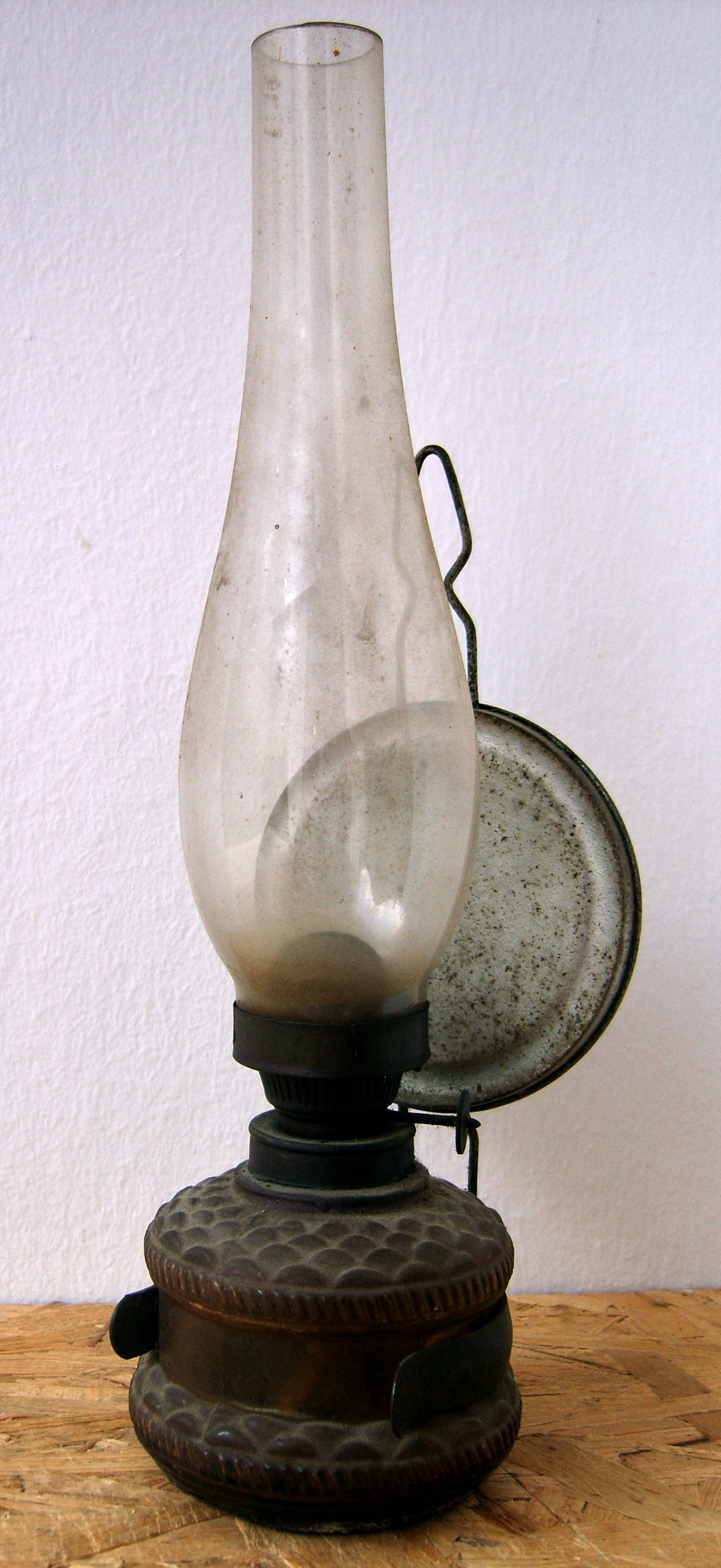
Petróleumlámpa

A petróleumlámpa a világításra használt eszközök petróleummal működő fajtája. A fény forrása lehet kanóc vagy égő, amelyet egy alul bő, felfelé szűkülő keresztmetszető, hengeres üvegbúra vesz körül. A petróleumlámpa kialakítása lehetővé teszi, hogy asztalra állítva, felfüggesztve, vagy hordozva használjuk világításra, vagy jelzőfényként. Három fajtája ismeretes: A lapos kanócú (lámpabeles), a körégős (kör alakú, csöves kanócú) és a palástos petróleumlámpa lámpa.
A túlnyomásos petróleumlámpákban (a gyártók által használt elnevezése Petromax, Tilley-lámpa vagy Coleman-lámpa) van egy gázosító, valamint egy Auer-égő. Ezek egységnyi petróleumból nagyobb mennyiségű fényt állítanak elő a kanócos típusokhoz képest, de felépítésük sokkal bonyolultabb, gyártásuk pedig költségesebb, valamint kezelni is nehezebb őket. A levegőt kézzel pumpálják a tárolóba, ami a folyékony petróleumot a gázosítóba nyomja. A gázosítóból távozó gáz elég, fehérizzásig hevíti a palástját, valamint hővel látja el a gázfejlesztőt.
Az első hasonló működésű lámpa leírása ar-Razitól származik a 9. századból, aki „naffatah” néven tesz említést róla az általa írt Kitab al-Asrarban (Titkok könyvében). Ekkor kőolajat vagy növényi olajokat használtak hozzá. 1846-ban Abraham Pineo Gesner bálnaolajjal működő lámpát készített, majd később erre a célra petróleumot kezdtek el használni, és a petrolkémia fejlődésével elterjedt világításra használt üzemanyag lett. Modernizált változatát Ignacy Łukasiewicz lengyel gyógyszerész dolgozta ki, és szabadalmaztatta 1853-ban, Lembergben.
A petróleumlámpa széles körben ma már csak főleg afrikai és ázsiai vidéki területeken használatos, ahol az elektromos áram nincs bevezetve, vagy túl drága.
A petróleumlámpák becsült évi fogyasztása a világon 77 milliárd liter üzemanyag, ami körülbelül 1,33 millió hordónyi olaj naponta.[mikor?][forrás?] Összehasonlításképp, 2021-ben az USA-ban a sugárhajtóművek használtak el ennyi kerozint.

## A lapos kanócú lámpa
A lapos égőjű lámpa egy egyszerű petróleumlámpa, amely a kapilláris hatás következtében petróleummal átitatódott kanócon égeti el az üzemanyagot. Ha működés közben eltörik egy ilyen típusú lámpa, az könnyen tüzet okozhat. Az efféle lámpáknak van üzemanyagtartályuk, erre van ráerősítve az égő. A tartályhoz csatolva van négy kisebb fémköröm, ezek tartják a búrát, amely megakadályozza hogy a láng kialudjon.
A lámpa égője egy sima kanóc, általában pamutból készül. Ennek alsó részét mártják petróleumba, ami könnyedén felszívja, és magában tartja; felső része a kanóc csövéből kilóg, ennek hosszával lehet szabályozni a fény erősségét. A láng mérete szabályozható attól függően, hogy a kanóc mekkora része lóg ki a csőből. Ez a cső veszi körül a kanócot, valamint azt is biztosítja, hogy a megfelelő mennyiségű levegő kerüljön a lámpaégőbe. A szabályozás beállítása általában egy kis kézi forgattyú segítségével történik. Ez egy csatlakozót működtet, amely egy fogazott, csapágyas lánckerék.
Amikor a lámpa világít, a kanóc által felszívott petróleum tiszta, fényes, sárga lánggal elég. Ahogy a petróleum ég, a kanóc – a kapilláris hatás következtében – egyre több üzemanyagot szív fel a tartályból. A levegő áramlásának megfelelően az égéskor a meleg levegő felül távozik, a szükséges utánpótlást alul szívja be. Ha a kanóc túl hosszú, és még a lámpabél csövének tetején lévő kúpon is túlnyúlik, a lámpa füstöt is termel, amivel együtt jár a korom (el nem égett szén).

## Körégős petróleumlámpa

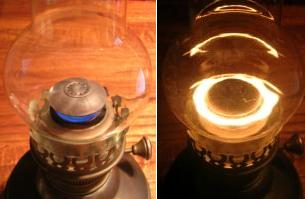
Az Argand-lámpa

A körégős petróleumlámpa, más néven Argand-lámpa a lapos kanócúhoz hasonló elven működik. Az égő egy magas üvegkéménnyel van felszerelve, amely mintegy 30 cm hosszú, vagy még ennél is hosszabb, hogy biztosítani tudja a megfelelő működéshez szükséges feltételeket. Ez a fajta égő is egy – általában pamutból készült – széles és lapos kanócot használ, amely egy cső köré van tekerve. Ezeket a szálakat összevarrják, ebből épül fel a teljes kanóc. Egy ilyen lámpa 6-10 kandela fényt is képes kibocsátani.

## Gázharisnyás petróleumlámpák
A körégős petróleumlámpák egyik változatánál a lámpa palástja egy nagyjából körte alakú szövetháló, amely az égő körül helyezkedik el. Ez a palást általában tórium- és egyéb ritkaföldfémsókat tartalmaz. Az első használatkor a szövet leég róla, a ritkaföldfémsók pedig oxidokká alakulnak át egy laza szerkezetű, érzékeny réteget képezve. Ez a lámpa használatakor a láng hatására felizzik, és fényesen világít. A petróleumlámpák ezen fajtája jelentősen fényesebb az előzőeknél, a lángja fehérebb, hőkibocsátása pedig nagyobb. Az üzemanyagot gyorsabban égeti el, mint a lapos kanócú, de lassabban, mint a központi tervezésű. A fénytermelésük is eltér. Míg a lapos kanócú, és a központi tervezésű lámpákban a fény teljes mennyisége a lángból ered, a palástos lámpákban egy kis láng izzít egy palástot. Néhány ilyen lámpa képes egy kisebb ház felmelegítésére is a hideg időkben. Magas hőmérsékleten – amin a lámpa is működik – alig van szaga, kivéve a meggyújtáskor és az eloltáskor. Hasonlóan a többi petróleumlámpához, a palástos lámpa fényerőssége is szabályozható; viszont ilyenkor vigyáznunk kell, mert ha túl erősre állítjuk, a kémény és a palást kormosodhat; fekete foltok jelenhetnek meg rajtuk. Az erősre állított láng is leégetheti ezt a kormot, hogyha gyorsan vesszük alacsonyra a teljesítményét, de ha nem vagyunk elég gyorsak, maga a korom fog begyulladni, „elszabadult lámpa” állapotot eredményezve.
A palástos lámpák egyik elterjedt formája csak egy kanócot használ, és teljesen nyomásmentes.
A túlnyomáson alapuló, palástos lámpák egy gázgenerátort tartalmaznak, és világítás előtt előmelegítést igényelnek. Légszivattyú (pumpa) is van bennük, hogy az üzemanyagot nyomás alatt a generátorba szállítsa.
Az erősen rögzített palástos lámpákat a világítótornyokban, hajók navigálására szolgáló jeladókban használták, fényesebb világítással és kisebb üzemanyag fogyasztással, mint a korábbi olajlámpák.

## Petróleumlámpások
Az „istállólámpa” vagy „viharlámpa” néven is ismert petróleumlámpás hordozhatóságra, és kültéri felhasználásra tervezett lapos kanócú lámpa. Három fajtája van: a holt lángú, a meleg, illetve hideg levegővel égő lámpák. A meleg és a hideg levegővel fúvatott lámpások csőszerű alakjukról ismertek. Ezek annyiban biztonságosabbak a holt lángúnál, hogy ha felborulnak, elzárják a lángot az oxigéntől, így az másodperceken belül kialszik. Ezzel megelőzhetjük a tűzbaleseteket.

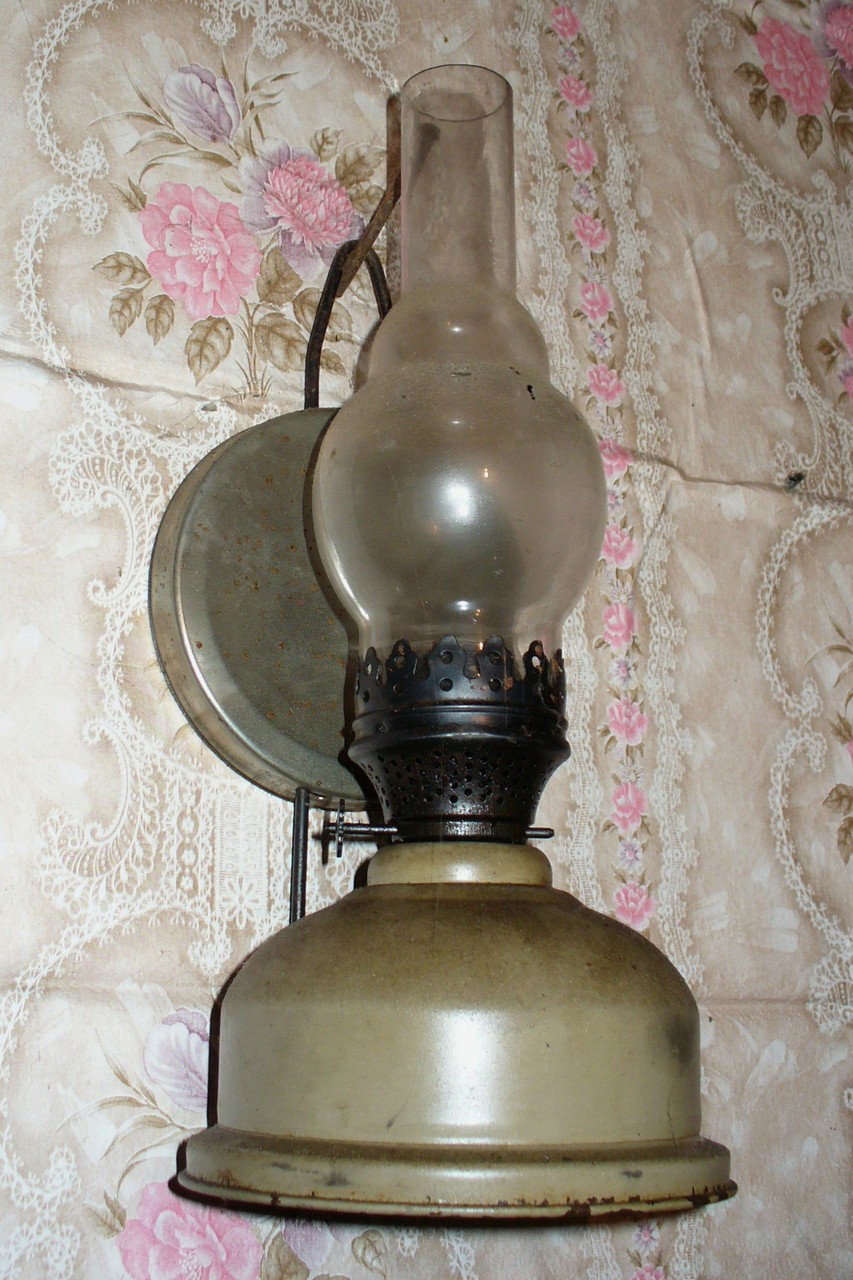
Holt lángú fajta petróleumlámpa

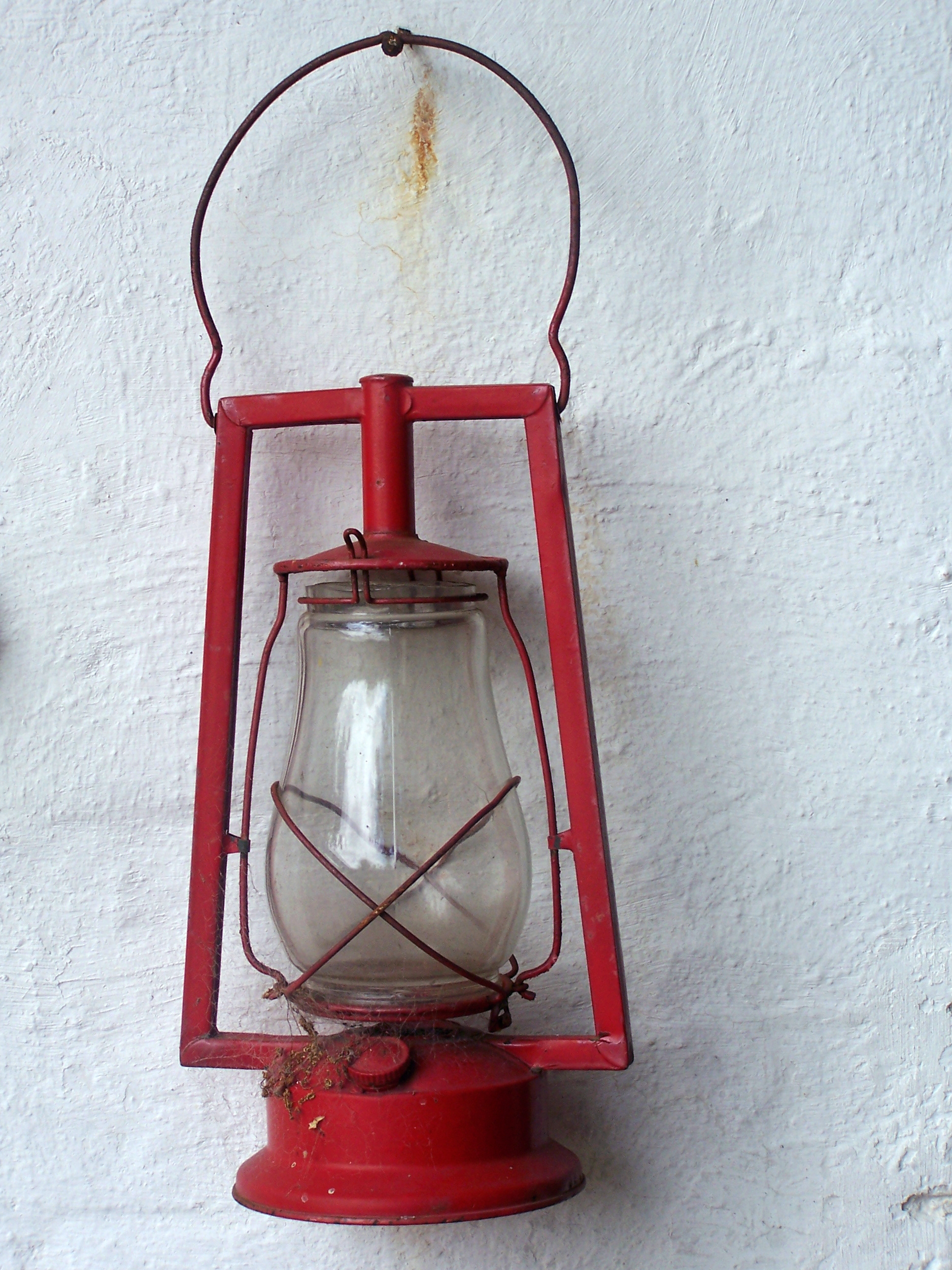
Meleg levegővel égő petróleumlámpás

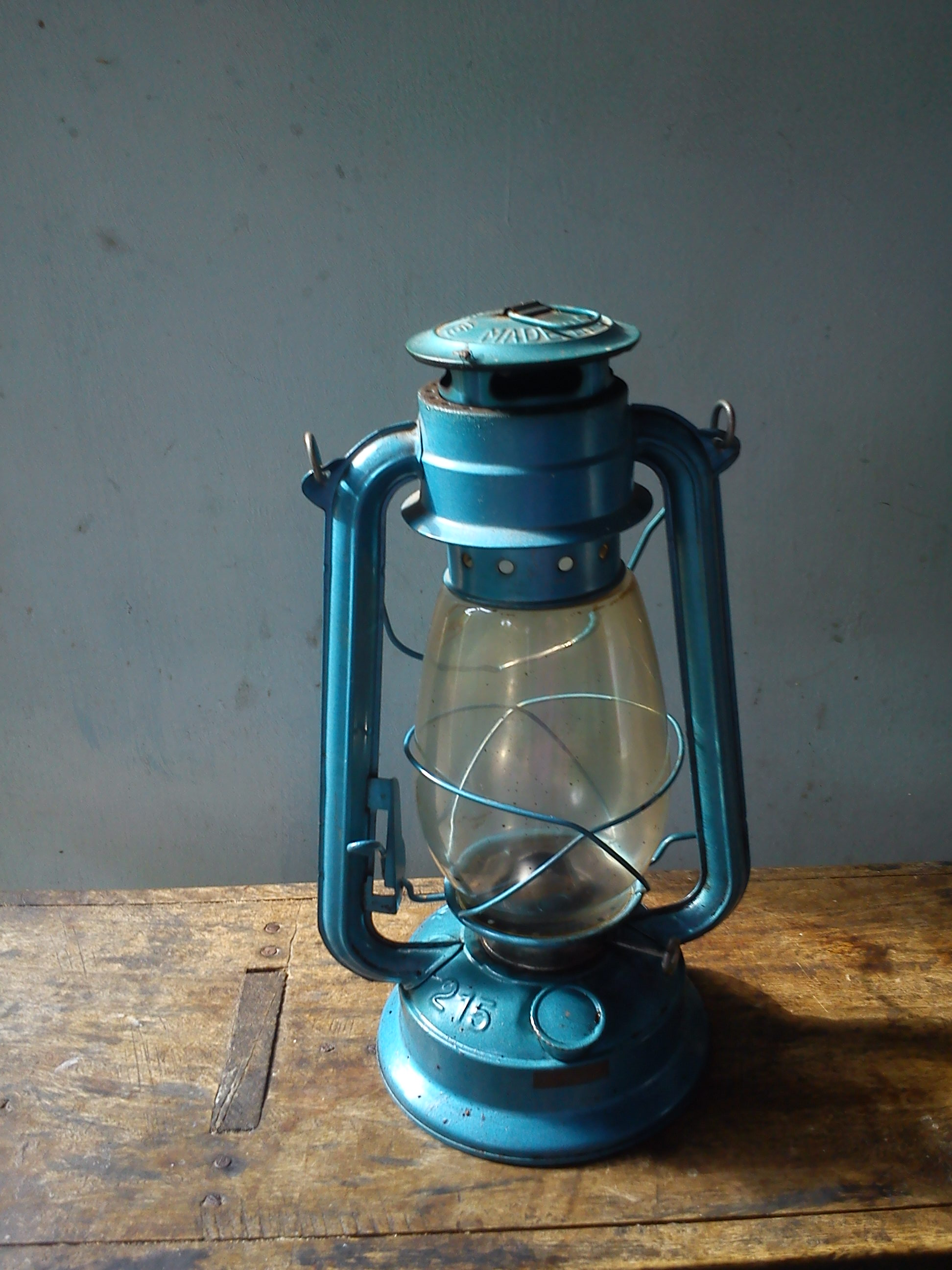
Hideg levegővel égő lámpás

### Holt lángú lámpás
Ezek voltak a legkorábbi hordozható petróleumlámpák. Az 1850-es és '60-as években. A holt lángtípus egy olyan nyílt kanócot jelent, amelyben a légáram szigorúan felfelé irányuló mozgással van szabályozva. Az levegő az égő aljánál áramlik be, és a nyitott tetejű kéményen távozik.

### Meleg levegővel égő lámpás
A meleg levegővel működő lámpákat, vagy (fémcsöves szerkezetükről elnevezett) „csöves lámpákat” John Henry Irwin találta fel, és szabadalmaztatta 1868. január 12-én. A lámpa felülről gyűjti be a meleg levegőt, és ezt az oldalán lévő fémcsövek továbbítják az égőnek, hogy a láng fényesebben égjen.

### Hideg levegővel égő lámpás
A hideg levegővel fúvatott lámpák hasonlítanak a meleg levegővel működőekhez, eltekintve attól, hogy itt a fényesebb égés érdekében hideg, friss levegő áramlik be a teteje körül, át az oldalcsöveken, eljutva a lánghoz. Ez a tervezés erősebb fényt biztosít, mint a meleggel működő, mivel a friss levegő az égés folyamatát tápláló oxigénben dúsabb.

## Működtetése és karbantartása
Egy lapos kanócú petróleumlámpa működtetéséhez először is fel kell töltenünk az üzemanyagtartályt, valamint hagynunk kell időt a lámpabélnek, hogy felszívja a folyadékot. Használat előtt nem árt, ha egy éles ollóval megfelelőre nyírjuk a kanócot. Ezek után annyi a dolgunk, hogy nyílt lánggal, például egy gyufával meggyújtjuk az átázott pamutszálat. Ha azt tapasztaljuk, hogy égés közben füstöl, csökkentsük a kanóc csövéből kilógó hosszát. Pár perc eltelte után, ha már teljesen bemelegedett a lámpa, teljes fénykibocsátással világít. A kanócot a csöve felső pontjáig visszahúzva, vagy egyszerűen elfújva elolthatjuk a lámpát. Bár a legtöbb nem-márkás petróleumlámpánál csak az előbbi megoldás hatásos.

## Üzemanyagok
Az általános lámpaolaj elérhető tiszta állapotban, de ezen kívül számos színben, illatosított és teljesen illatmentes formában is forgalomba került. A finomított lámpaolaj a petróleumnál drágább, viszont tisztábban ég, és kevesebb szaggal jár. Második legelterjedtebb üzemanyag a „víztiszta” K-1 petróleum. Néhány helyen „vörös petróleum” néven árulják, ez vörös színanyaggal összekevert K-1 petróleum. A vörös petróleum egy kicsivel drágább a tiszta K-1-esnél, mivel ehhez a nem-motor üzemanyag után járó adókat is hozzászámolják, bár ebben az esetben ez elhanyagolható mennyiségű. A vörösre színezett petróleum nem támogatott, mivel fokozatosan eltömítheti a kanócot használat közben, ez pedig kellemetlen szaggal, és a lámpa teljesítményének csökkenésével járhat. A „Klean Heat” márka egy másik finomított üzemanyag petróleumlámpákhoz tisztább égéssel és kellemes illattal. Ezt a téli időszakokban lehet kapni háztartási boltokban és barkácsáruházakban. A petróleumlámpák üzemanyagához az illata miatt a citornellaolajat szokták hozzáadni, amit rovarriasztó hatása miatt is használnak. Ezeket általában szabadtéri használatra gyártják.
Bármely alacsony lobbanáspontú üzemanyag petróleumlámpába töltése kockázatos lehet: A kanóc meggyújtásakor akár robbanás is bekövetkezhet. Az efféle folyadékok nagyon veszélyesek erre a célra, így nem tanácsos az ilyen lámpákban vagy lámpásokban használni. 
Példaként megemlítve:
- Grillgyújtó folyadék
- Benzin
- Coleman-üzemanyag
- Ásványi szesz, hígító vagy lakkbenzin
- Egyéb szénhidrogén oldószer, mint például terpentin, benzol, xilol, toluol, aceton, lakklemosó
- Denaturált szesz

Már kis mennyiségű benzin szennyeződés is jelentősen lecsökkentheti a lobbanáspontját, megnövelheti a gőznyomást, ezeknek pedig potenciálisan veszélyes következményei lehetnek; a kiömlött folyadékból felszálló gőzök is könnyen meggyulladhatnak. A tartályban a folyadék felett összegyűlhet a gőz, és az így megnövekedett nyomás miatt ez is lángra kaphat. 

## Teljesítménye
A kanócos lámpáknak van a leggyengébb fénykibocsátásuk, a túlnyomásos lámpáknak erősebb, 20 és 100 lumen között változó. Egy átlagos petróleumlámpa 37 lument produkál 4 órán keresztül, fogyasztása pedig havonta körülbelül 3 liter.

## A kultúrában
Az Omega együttes 10000 lépés című nagylemezén jelent meg 1969-ben a Petróleumlámpa című dal.

## Fordítás
- Ez a szócikk részben vagy egészben  a   Kerosene lamp című angol Wikipédia-szócikk ezen változatának fordításán alapul.  Az eredeti cikk szerkesztőit annak laptörténete sorolja fel. Ez a jelzés csupán a megfogalmazás eredetét és a szerzői jogokat jelzi, nem szolgál a cikkben szereplő információk forrásmegjelöléseként.